# Gefle IF
Gefle Idrottsförening – szwedzki klub piłkarski grający obecnie w Dywizji 1, mający siedzibę w mieście Gävle, leżącym nad Zatoką Botnicką.

## Historia
Klub został założony 5 grudnia 1882 roku jako Gefle Sportklubb. W latach 1899, 1900 i 1902 osiągnął pierwsze sukcesy, gdy wywalczył Svenska Fotbollpokalen. W 1979 roku doszło do fuzji z drużyną Brynäs IF i zmieniono nazwę klubu na Gefle IF/Brynäs. W 1982 roku kluby Gefle i Brynäs rozdzieliły się i powstał Gefle Idrottsförening. W 2006 roku Gefle IF dotarł do finału Pucharu Szwecji, jednak przegrał w nim 0:2 z Helsingborgs IF.

## Sukcesy
- Superettan
  - wicemistrzostwo (1): 2004
- Puchar Szwecji:
  - finalista (1): 2006
- Svenska Fotbollpokalen:
  - zwycięstwo (3): 1899, 1900, 1902

## Europejskie puchary
Legenda do wszystkich tabel:
- Q – runda eliminacyjna, 1/16, 1/8, 1/4, 1/2 – odpowiednia faza rozgrywek, Grupa – runda grupowa, 1r gr – pierwsza runda grupowa, 2r gr – druga runda grupowa, F – finał, R – runda, PO – play-off
- k. – rzuty karne, los. – losowanie, Dogr. – dogrywka, w. – zasada bramek strzelonych na wyjeździe

| Sezon   | Rozgrywki   | Runda | Przeciwnik           | Dom | Wyjazd | Ogólnie |
| ------- | ----------- | ----- | -------------------- | --- | ------ | ------- |
| 2006/07 | Puchar UEFA | 1Q    | Llanelli             | 1–2 | 0–0    | 1–2     |
| 2010/11 | Liga Europy | 1Q    | NSÍ Runavík          | 2–1 | 2–0    | 4–1     |
| 2010/11 | Liga Europy | 2Q    | Dinamo Tbilisi       | 1–2 | 1–2    | 2–4     |
| 2013/14 | Liga Europy | 1Q    | JK Narva Trans       | 5–1 | 3–0    | 8–1     |
| 2013/14 | Liga Europy | 2Q    | Anorthosis Famagusta | 4–0 | 0–3    | 4–3     |
| 2013/14 | Liga Europy | 3Q    | Qarabağ Ağdam        | 0–2 | 0–1    | 0–3     |

## Reprezentanci kraju grający w klubie
- Jesper Mattsson
- Johan Oremo
- Sigvard Parling
- Yannick Bapupa
- René Makondele
- Kristen Viikmäe
- Jari Europaeus
- Jokke Kangaskorpi
- Yussif Chibsah

## Skład na sezon 2018
| Nr | Poz. | Piłkarz                              |
| -- | ---- | ------------------------------------ |
| 1  | BR   | August Strömberg                     |
| 3  | OB   | Albin Lohikangas                     |
| 4  | OB   | Stefan Zarkovic                      |
| 5  | OB   | Jesper Björkman                      |
| 6  | OB   | Jesper Florén                        |
| 7  | PO   | Piotr Johansson                      |
| 8  | PO   | Christian Ljungberg                  |
| 10 | NA   | Erik Törnros                         |
| 11 | NA   | Adam Bergmark Wiberg                 |
| 12 | OB   | Samuel Gussman                       |
| 13 | OB   | Anton Kralj (wypożyczony z Malmö FF) |
| 14 | PO   | Fitim Kastrati                       |

| Nr | Poz. | Piłkarz                                   |
| -- | ---- | ----------------------------------------- |
| 15 | NA   | Jacob Hjelte                              |
| 16 | PO   | Kevin Persson                             |
| 17 | PO   | Jonas Lantto (kapitan)                    |
| 18 | PO   | Tshutshu Tshakasua                        |
| 19 | PO   | Adrian Bjelkendal Haaranen                |
| 20 | PO   | Sebastian Sandlund                        |
| 21 | PO   | Ihor Żurachowski                          |
| 22 | BR   | Viktor Frodig                             |
| 23 | PO   | Yassin Housni                             |
| 24 | PO   | Leo Bengtsson (wypożyczony z Hammarby IF) |
| 26 | PO   | Melvin Mårtensson Almevid                 |
| 27 | OB   | Netan Sansara                             |